# Washington D.C. (TV-serie)
Washington D.C. (originalets titel The Round Table) var en amerikansk TV-serie som handlade om en grupp i 20-årsåldern som träffades regelbundet på en bar i Washington D.C. Många av skådespelarna i serien har dykt upp i andra TV-serier.
Serien sändes första gången i Sverige i TV4.

## Rollista
- Stacy Haiduk - Rhea McPherson
- David Gail - Danny Burke
- Pepper Sweeney - Deveraux Jones
- Roxann Dawson (som Roxann Biggs) - Jennifer Clemente